# 분청사기 상감모란당초문 유개항아리
분청사기 상감모란당초문 유개항아리(粉靑沙器 象嵌牡丹唐草文 有蓋壺)는 상감기법을 써서 모란 무늬와 덩굴무늬를 새긴, 뚜껑 달린 분청사기 항아리이다. 15세기 전반 부안 우동리요 등에서 제작되었으며, 이와 유사한 것이 세종의 큰딸 정소공주 묘에서 출토된 예가 있어 왕실 내의 왕자나 공주의 태항아리로 쓰였던 것이 아닌가 추정된다. 시원스러운 면상감의 모란당초문이 원통형의 호와 잘 어울리는 조선 초기 분청사기 호의 작품이다.

## 형태
원통형의 몸체에 위로 짧게 직립된 입 부분과 아래로 넓은 굽다리를 갖추었으며 뚜껑은 접시형을 뒤집어 놓은 것으로 꼭지가 있다. 문양은 몸통 전체를 세 부분으로 구획하여 주문양으로 모란당초문을 면상감으로 꽉 차게 새겼고, 어깨 부분에는 연판문대를 돌렸는데 연판 내를 빗방울 자국 무늬의 우점문으로 채웠다. 아랫부분에는 2중의 연판문대를 돌렸다. 뚜껑은 윗면 중앙을 중심으로 흑백상감의 당초문을, 가장자리는 우점문으로 채웠다. 유약은 회청색을 띠며, 전면에 발랐으나 고르지 않아, 태토가 드러난 곳이 있다. 굽다리에는 모래를 받쳐 구운 흔적이 있고, 뚜껑 내에는 태토비짐눈 받침 자국이 세 곳에 나있다.

## 참고 자료
본 문서에는 서울특별시에서 지식공유 프로젝트를 통해 퍼블릭 도메인으로 공개한 저작물을 기초로 작성된 내용이 포함되어 있습니다.